# Cyrielle Raingou
Cyrielle Raingou est une réalisatrice camerounaise. En 2023, son film Le Spectre de Boko Haram remporte le Tigre d'or au Festival international du film de Rotterdam.

## Biographie

### Débuts et Formations
Cyrielle Raingou est née à Koutaba dans le département du Noun, région de l'Ouest Cameroun. Elle vit et grandit à Koutaba auprès de ses grands-parents et sa mère et y fait ses études primaires et secondaires jusqu'à l'obtention de son baccalauréat. Elle quitte Koutaba pour Yaoundé afin d'y poursuivre ses études universitaires. Elle suit d'abord des études en droit avant de se réorienter vers le cinéma. Elle est titulaire d'une maîtrise en droit obtenue à l'Université de Yaoundé II et d'une maitrise en réalisation de films documentaires du programme DOC NOMADS Erasmus Mundus Joint Master Degree au Portugal.

### Carrière
Cyrielle Raingou fait ses premiers pas dans le cinéma avec la fiction. Elle réalise son tout premier court métrage documentaire C'est pour bientôt dans le cadre des ateliers 237 Travellin et depuis lors se passionne pour le cinéma documentaire.C'est pour bientôt, raconte le combat des ex-employés d'entreprises publiques restructurées ou liquidées par les programmes d'ajustement structurel de la Banque mondiale et du Fonds monétaire international. Elle remporte le prix stylo d’or meilleur espoir au Yaounde Short Festival en 2015 avec ledit film .
En 2016, elle participe aux 14e Rencontres Tënk de co-production, à Saint-Louis au Sénégal avec son projet de film documentaire le Cycloneur. En 2017, elle réalise un court métrage fiction Challenge qui est sélectionné en compétition au Festival africain de film de Luxor, Écrans noirs, Festival de Court métrage Belo Horizonte 2018... La même année, elle réalise Les Voisins , un court métrage fiction sélectionné au Short Corner 2018 au Festival de Cannes. Elle réalise à Austin (Texas) dans le cadre de Mandela Washington Fellowship, le court métrage  Requiem. Il est sélectionné en compétition au Festival Africain de Film de Luxor, à Écrans noirs, au Festival International de l’Audiovisuel du Burundi (Festicab).
Pendant son séjour Erasmus au Portugal, en Hongrie et en Belgique, elle réalise quatre courts métrages documentaires. The Lamb, réalisé dans un petit village hongrois à 25 km de Budapest, a eu sa première mondiale à Docudays UA  2021 (Ukraine). Parallèle réalisé à Bruxelles a été sélectionné au Festival international de l’audiovisuel du Burundi 2022. Il fait également partie de la sélection officielle du Festival Bangui fait son Cinéma. Mama dan so que sorriso (Juste un sourire mère) son film de diplôme réalisé à Lisbonne est sorti en janvier 2023.
Elle participe avec son projet de long métrage fiction I'm coming for you au programme Produire au Sud du Festival des 3 Continents à Nantes en 2022. Ce projet produit par Alice Mahop remporte le prix de Résidence au Moulin d’Andé au Yaoundé Film Labet la Kirch Foundation Award au Munich Film Up (Allemagne) 2022.
Elle obtient une double sélection au Festival international de film de Rotterdam et au Fespaco 2023 avec son court métrage Mama dan so que sorriso et son  long métrage Le Spectre de Boko Haram.

### Le Spectre de Boko Haram
Elle débute la réalisation de son documentaire en 2016 sous le nom du cycloneur. C'est son premier long métrage documentaire. Le film présente le quotidien des enfants qui vivent en dépit de la menace de Boko Haram. Le film est produit par Dieudonné Alaka et Véronique Holley. En janvier 2023, le film est annoncé en compétition au  Festival du Film de Rotterdam ainsi qu'au Fespaco 2023. Le film est diffusé pour la première fois lors de la 52e édition tenue du 25 janvier au 5 février 2023 et remporte le prestigieux Tigre d'or.

## Filmographie
- 2016 : C'est pour bientôt, film documentaire

- 2016 : Cycloneur (Le), film documentaire
- 2017 : Challenge, fiction
- 2017 : The Lamb, film documentaire
- 2019 : Requiem, film documentaire
- 2021 : Les Voisins, Documentaire court-métrage
- 2021 : Juste un sourire mère,  documentaire court-métrage
- 2022 : Parallèle, film documentaire court métrage
- 2022 : Le Spectre de Boko Haram, film documentaire
- 2023 : Pour toi je reviendrai fiction, long métrage
- 2023: Mama dan so que sorriso
- 2021: Limegbie

## Prix et nominations
- 2022: Kirch Foundation Award au Munich Film Up![14]
- 2023: Tigre d'or au Festival international du film de Rotterdam
- 2023: Prix Filmac Francophonie ACP -UE[15]